# Ptyodactylus puiseuxi
Ptyodactylus puiseuxi (левантійський віялопалий гекон) — вид геконоподібних ящірок родини Phyllodactylidae. Мешкає на Близькому Сході. Вид названий на честь французького астронома Віктора Пюїзо.

## Поширення і екологія
Левантійські віялопалі гекони мешкають на крайній півночі Ізраїля, на півночі Йорданії, на півдні і південному сході Лівану (переважно на півдні долини Бекаа) та на півдні Сирії, спостерігалися в Іраці. Вони живуть в лавових пустелях та серед скель, трапляються в напівпустелях та у вологих середземноморських середовищах, зокрема в садах. Зустрічаються на висоті до 1990 м над рівнем моря. Відкладають яйця.